# Asgard centrale computerkern
De Asgard centrale computerkern is een krachtige computer gemaakt door de Asgard uit het fictieve Stargate universum.

## Inleiding
De Asgard Thor heeft deze kern gebouwd over een tijdspanne van ongeveer één jaar. In de show wordt het niet vermeld, maar omdat Thor deze krachtige computerkern op voorhand bouwde kunnen we aannemen dat de Asgard er al lang over dachten om hun bestaan te laten ophouden.

## "Unending"
In de aflevering "Unending" van Stargate SG-1 worden de Tau'ri gevraagd voor een gesprek met de Asgard. De Tau'ri besloten om de Oddysey in te zetten om hen naar het Ida stelsel te brengen. Eens boven de Asgard thuisplaneet Orilla straalden Thor en enkele andere wetenschappers en techniekers aan boord van het schip om er Asgard technologie te installeren. Als gedkeuring van Genreaal Landry gegeven is, die trouwens mee op de missie is, vertelt Thor wat zijn ras gaat doen om hen grote pijn te besparen. Na het installeren van de computerkern, wapens, schilden en andere stralen de Asgard van het schip en net op dat ogenblik komen er 3 Ori kruisers uit de hyperruimte. Generaal Landry bevelt om de nieuwe wapens uit te testen omdat de hyperdrive onbruikbaar is door de vernietiging van Orilla. Eén Ori schip wordt vernietigd en als de schilden van de Odyssey falen schakelt kolonel Carter het tijdvertragingsapparaat aan.

## Functies van de kern
De kern heeft verschillende functies:
- Ze bezit haar eigen krachtige energiekern waardoor de hyperaandrijving, schilden andere systemen beter werken en vooral sneller werken.
- De databank van de kern bevat informatie over alle projecten en onderzoeken van de Asgard. Zo zouden er ook plannen in kunnen zitten voor Asgard schepen, wapens en schilden waardoor de vloot van de Aarde veel sterker en efficiënter zou kunnen worden.
- De computerkern bevat ook hologrammen van elke Asgard die er bestond voor de uitroeiing van hun ras.
- Zoals eerder vermeld bevat de computerkern ook tijdvertragingstechnologie